# Antonin Kratochvil
Antonín Kratochvíl (Litoměřice, Checoslovaquia, 12 de abril de 1947) es un fotógrafo estadounidense nacido en Checoslovaquia. Es un miembro fundador de la Agencia Fotográfica VII. 
Kratochvil ha fotografiado una gran variedad de temas, incluyendo los niños de la calle de Mongolia para el Museo de Historia Natural y la guerra de Irak para la revista Fortune.

## Premios
Ha recibido numerosos premios por su fotografía. Entre ellos:

### Años 90
- 1995 Premio Ernst Haas
- 1997 Medalla de Oro en Fotografía de la Society of Publishing Designers
- 1997 Primer Premio World Press Photo en la categoría de retrato
- 1997 Premio (Eissie) Alfred Eisenstadt Award

### Años 2000
- 2000 Premio Gold ARC por el mejor reportaje anual
- 2003 Primer premio World Press Photo Amsterdam
- Medalla de la Ciudad de Praga en fotografía
- 2005 Lucie Award for Outstanding Achievement en fotoperiodismo
- 2005 Golden Light Award al mejor libro documental

## Libros
Ha publicado 5 libros:
- Broken Dream: 20 Years of War in Eastern Europe (1997)
- Antonin Kratochvil (2003)
- Incognito (2001)
- Supravvivere (2001)
- Vanishing (2005)